# Margherita Bastianelli
Margherita Bastianelli (Ancona, 5 dicembre 1994) è una calciatrice italiana, difensore dell'Imolese.